# Smodajny
Smodajny – osada nadgraniczna w Polsce położona w województwie warmińsko-mazurskim, w powiecie bartoszyckim, w gminie Sępopol. Wieś jest częścią składową sołectwa Lipica.
W latach 1975–1998 miejscowość administracyjnie należała do województwa olsztyńskiego.